# !Kung
Los !Kung (también, !Xun) son un pueblo San, que viven en el desierto de Kalahari entre Botsuana, Namibia y Angola. Los nombres ǃKung (ǃXun) y Ju son palabras variantes de "pueblo", preferidas por diferentes grupos ǃKung. Esta sociedad de bandas utilizó métodos tradicionales de caza y recolección para subsistir hasta la década de 1970. En la actualidad, la gran mayoría de los ǃKung viven en los pueblos de pastores bantúes y ganaderos europeos.
Hablan la lengua !Kung, que se destaca por su amplio uso de consonantes clic o chakchak chasquido consonántico. El !K del nombre ǃKung es un clic postalveolar que suena como cuando sale un corcho de una botella.

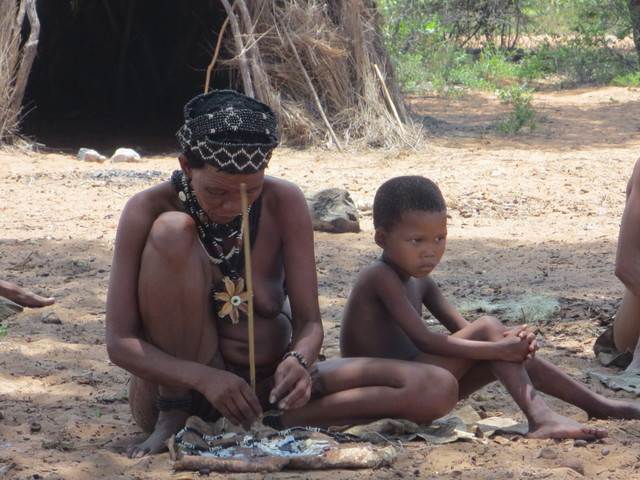
Mujer ǃKung haciendo joyas junto a un niño.

Históricamente, los !Kung vivían en campamentos semipermanentes de entre 10 y 30 personas, dispuestos generalmente cerca de una extensión de agua. Una vez que el agua y los recursos se agotaban en el entorno del poblado, el grupo o banda se trasladaba a nuevas zonas ricas en recursos por explotar. Vivían en una economía basada en la caza-recolección, donde los hombres eran los responsables de proveer carne, producir herramientas y mantener una provisión de flechas y lanzas envenenadas, mientras que las mujeres proporcionaban la mayor parte de la comida, pasando entre dos y tres días a la semana recolectando raíces, frutos secos y bayas en el desierto de Kalahari.
Como sociedad de cazadores-recolectores, eran muy dependientes entre ellos para sobrevivir. El acaparamiento y la tacañería estaban mal vistas. El énfasis de los !Kung estaba puesto en la riqueza colectiva de la tribu, y no en la riqueza individual.